# James Rubin
James Philip Rubin (1960, État de New York) est un ancien assistant du président Bill Clinton, porte-parole du département d'État de 1997 à 2000. De 2005 à juillet 2006, il est présentateur du JT sur Sky News.

## Biographie
James Rubin naît dans une famille juive new-yorkaise. Il poursuit ses études à l'université Columbia, dont il est diplômé en 1984. Il travaille dans sa jeunesse à la Arms Control Association avant de devenir porte-parole du département d'État en 1997. En 1998, il épouse Christiane Amanpour, correspondante internationale en chef pour CNN. Ils ont un fils, Darius, né en 2000.
Rubin devient ensuite le porte-parole concernant la politique étrangère du candidat à la présidence Wesley Clark, ancien commandant à la tête des forces américaines durant la guerre du Kosovo, puis travaille comme conseiller aux affaires de sécurité nationale pour le démocrate John Kerry. 
Il est nommé en 2005 présentateur du journal télévisé sur Sky News (jusqu'en juillet 2006), et s'engage dans diverses activités de commentateur d'actualités. Il est membre de l'équipe de Hillary Clinton pendant la campagne présidentielle de 2008.
En décembre 2010, il entre chez Bloomberg News où il s'occupe de politique étrangère. Dix mois plus tard, il enseigne à  Columbia University les relations internationales. Le gouverneur Andrew Cuomo le nomme conseiller à l'Empire State Development Corporation. Il démissionne de tous ses postes en 2013 pour s'installer à  Londres avec sa famille.